# トータルエクスペリエンス
トータルエクスペリエンス（英: Total Experience、TX）とは、組織のコンテキストにおける、全てのユーザーの印象と体験のすべての側面を表す。
特に、 これには、カスタマーエクスペリエンス(CX)、エンプロイーエクスペリエンス(EX)、ユーザーエクスペリエンス(UX)、およびマルチエクスペリエンス(MX)というこれまで別々の分野が含まれる。

TX は、ガートナー や KPMG などのアナリストにより、2021 年の重要なトレンドとして特定されている。